# GSS-API
GSS-API, Generic Security Service Application Program Interface - прикладний програмний інтерфейс загальних служб безпеки, надає загальні послуги безпеки для сторонніх програм, підтримується низкою підлеглих механізмів і технологій, і тим самим робить можливим перенесення програмних застосунків до різних оточень.

## Парадигма GSS-API
Типовим користувачем GSS-API є комунікаційний протокол, що викликає GSS-API задля захисту свого спілкування за допомогою служб безпеки автентифікації, контролю цілісності та/або конфіденційності. Користувач GSS-API приймає мітки, що надаються йому локальною реалізацією GS-API і передає їх своєму кореспонденту на віддаленій системі; віддалений вузол передає отримані мітки локальній реалізації GSS-API для обробки. Послуги безпеки, доступні таким чином через GSS-API, можна реалізувати (і вони реалізовані) за допомогою низки підлеглих механізмів, основаних на криптографічних технологіях секретних і публічних ключів.

## Історія
Прикладний програмний інтерфейс загальних служб безпеки GSS-API був вперше описаний в RFC 1508 Generic Security Service Application Program Interface, що був опублікований в вересні 1993 року. В січні 1997 року опубліковано другу версію RFC 2078 Generic Security Service Application Program Interface, Version 2. В січні 2000 року до другої версії були внесені зміни RFC 2743 Generic Security Service Application Program Interface. Version 2, Update 1. В травні 2009 року RFC 2743 було розширено шляхом публікації RFC 5554 Clarifications and Extensions to the Generic Security Service Application Program Interface (GSS-API) for the Use of Channel Bindings.